# Vakoplšík létavý
Vakoplšík létavý, známý též jako myšovec trpasličí a vakomyš zakrslá (Acrobates pygmaeus), je vačnatec z čeledi vakoplšíkovití (Acrobatidae) a monotypického rodu Acrobates. Vyskytuje se ve východní a jihovýchodní Austrálii. Osídlil rovněž ostrov Fraser, přičemž může obývat řadu biotopů. Je nejmenším plachtícím savcem, dosahujícím délky těla 6,5 až 8 cm. Ocas měří 7 až 8 cm, na jeho boku rostou tuhé chlupy, kvůli kterým může připomínat ptačí pero. Speciálně utvářené špičky prstů umožňují šplh po svislých plochách. Mezi nohama má vakoplšík membránu, na bocích porostlou dlouhými chlupy, jež umožňuje při roztažení zvířeti plachtit až do vzdálenosti 20 m. Zbarvení je navrchu šedé, spodek těla je bílý.
Vakoplšíci žijí v jakýchkoli uzavřených prostorech, jež obývá běžně několik jedinců. Dobře se pohybují ve stromoví, ale nedělá jim problém ani běhat v nižším terénu. Je to všežravý druh, živí se hmyzem, kartáčovitým jazýčkem vybírá z květů nektar a pyl, přičemž slouží jako opylovač, dále se živí například houbami či ovocem. Rozmnožování probíhá od července do ledna v jižní části areálu výskytu, ve zbytku areálu výskytu celoročně. Samice mají ročně většinou dva vrhy o třech až čtyřech mláďatech. Brzy po porodu prvního vrhu se znovu spáří, vývoj nových zárodků se však pozastaví a dokončí se až po odstavení prvního vrhu. Ve volné přírodě se druh dožívá asi 4 let.
Nebezpečí pro tento druh představuje především ztráta přirozeného prostředí a také šelmy, jako jsou kočky, které jej loví. Malé populace může rovněž ohrozit současná změna klimatu. Protože je však populace druhu velká a stabilní a vakoplšík létavý navíc obývá chráněné oblasti, Mezinárodní svaz ochrany přírody jej řadí mezi málo dotčené druhy.

## Nomenklatura

### Taxonomie
Vakoplšík létavý je jediným druhem rodu Acrobates. Americký paleontolog George Gaylord Simpson jej ve své velké taxonomické revizi savců, zpracované v roce 1945, zařadil mezi kuskusovité (Phalangeridae), pozdější sérologické výzkumy ze 70. let vedly k přeřazení tohoto druhu do čeledi vakoplchovití (Burramyidae). Další analýzy zpochybnily i toto zařazení; například zuby obou zástupců vykazovaly odlišnosti. V práci z roku 1987 byl proto vakoplšík přeřazen do nově vymezené čeledi vakoplšíkovití (Acrobatidae), která se společně s posumovitými (Pseudocheiridae), medovcovitými (Tarsipedidae) či vakoveverkovitými (Petauridae) stala součástí nadčeledi Petauroidea. Následující kladogram znázorňuje předpokládanou fylogenezi těchto čtyř čeledí; vakoplšíkovití zde vystupují jako bazální skupina:
|  | Tarsipedidae                                                   |
|  |                                                                |
|  | \| \| Pseudocheiridae \| \| \| \| \| \| Petauridae \| \| \| \| |
|  |                                                                |
|  | Pseudocheiridae                                                |
|  |                                                                |
|  | Petauridae                                                     |
|  |                                                                |

|  | Pseudocheiridae |
|  |                 |
|  | Petauridae      |
|  |                 |

|  | Tarsipedidae                                                   |
|  |                                                                |
|  | \| \| Pseudocheiridae \| \| \| \| \| \| Petauridae \| \| \| \| |
|  |                                                                |
|  | Pseudocheiridae                                                |
|  |                                                                |
|  | Petauridae                                                     |
|  |                                                                |

|  | Pseudocheiridae |
|  |                 |
|  | Petauridae      |
|  |                 |

Nejstarší nálezy rodu Acrobates pocházejí z pleistocénu před asi 0,50–0,280 miliony lety, nejstarší záznamy druhu A. pygmaeus pocházejí z doby před 292 (± 19) tisíci lety. Genetickou výbavu tvoří 2n = 14 párů chromozomů.

### Etymologie
Druh popsal George Shaw v roce 1793 pod původním jménem Didelphis pygmaea. Odborné jméno Acrobates pygmaeus je složené z řeckého ἀκροβάτης, což znamená akrobat, a latinského pygmaeus, trpaslík. Místní obyvatelé Austrálie druhu říkají například cubbie-cubbie, toan, tu-an-tu-an, turnung, tarrn-nin, gniin guutch či wanga, českými synonymy jsou pak myšovec trpasličí a vakomyš zakrslá.

## Výskyt
Vakoplšík létavý je druhem australské oblasti. Obývá východ a jihovýchod Austrálie od poloostrova Cape York na severu Queenslandu po jihoaustralský stát Victoria. V jižní části areálu není rozšíření tak hojné jako na severovýchodě. Areál výskytu zasahuje také na ostrov Fraser, jenž přiléhá k východoaustralskému probřeží. I přes široký areál výskytu je obtížné vakoplšíka létavého spatřit či odchytit ve volné přírodě, a to na základě jeho skrytého způsobu života. V některých oblastech žije společně s příbuzným druhem vakoplchem drobným (Cercartetus nanus).
Vakoplšík létavý žije v řadě stanovišť, ale přednost dává převážně vlhkým regionům. Obývá vesměs savany a lesy, a to jak subtropické, tak mírné. V suchých a regenerovaných lesních stanovištích je vzácnější. V osídlených oblastech se vyskytuje i na okrajích měst. Lze ho najít až do nadmořské výšky 1 200 m n. m.

## Popis

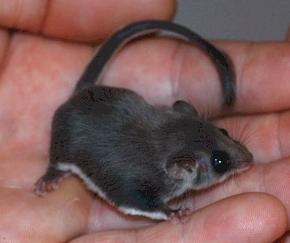
Vakoplšík létavý na ruce člověka

Vakoplšík létavý je nejmenším plachtícím savcem, vzhledem připomíná malou myš. Bez ocasu dosahuje délky 6,5 až 8 cm. Jedinci váží 10 až 15 g; přestože jsou si samec i samice hmotnostně velmi podobní, bývají samci o něco těžší. Ocas je dlouhý asi jako tělo a měří 7 až 8 cm. Je zploštělý, hustě osrstěný, na konci lysý, což umožňuje částečný úchop. Po jeho bocích rostou tuhé chlupy a ocas kvůli tomu může připomínat pero ptáka. Končetinám chybí kostnatá čéška, špičky prstů jsou rozšířené a polštářkovité. Společně s potními žlázami, jež vytvářejí potřebnou vlhkost, slouží jako přísavky a umožňují lezení po svislých plochách. Prsty jsou vybaveny drápky. Mezi nohama mají vakoplšíci membránu tvořenou volnou kůží, kolem které rostou dlouhé chlupy, jež zvětšují její povrch; samotná membrána je však menší než u jiných létajících vačnatců. Membrána slouží jako kluzák a umožňuje vakoplšíkům plachtit ve vzduchu do vzdálenosti asi 20 m, přičemž ocas během tohoto pohybu slouží k udržování směru. V klidu je membrána složena. Svaly v membráně jsou stavěny jinak než u ostatních plachtících savců, což je známka konvergentního vývoje.
Celkový zubní vzorec u druhu je I 3/2, C 1/0, P 3/3, M 4/4 = 40. Dlouhý jazyk má tvar kartáčku a umožňuje vybírat potravu z květů. Měří asi 10 mm a ke dnu ústní dutiny je uzdičkou připojen pouze svou zadní částí, což mu poskytuje mnohé možnosti pohybu. Velké oči umožňují noční prostorové vidění. Mají černou barvu. Uši jsou velké a zploštělé. Zevní zvukovod má před bubínkem drobný kostěný terčík, jenž vytváří zúžení poloměsíčitého tvaru, připomínající štěrbinový rezonátor. Toto anatomické uspořádání napomáhá při postupu zvukových vln k membráně vakoplšíkům slyšet některé vysoké či nízké frekvence. Výpočty ukázaly, že rezonanční frekvence odpovídající největší citlivosti ucha činí 57 kHz, zatímco k vrcholu útlumu dochází při frekvenci 78 kHz.
Zbarvení těla je navrchu šedé, spodek je bílý.

## Chování

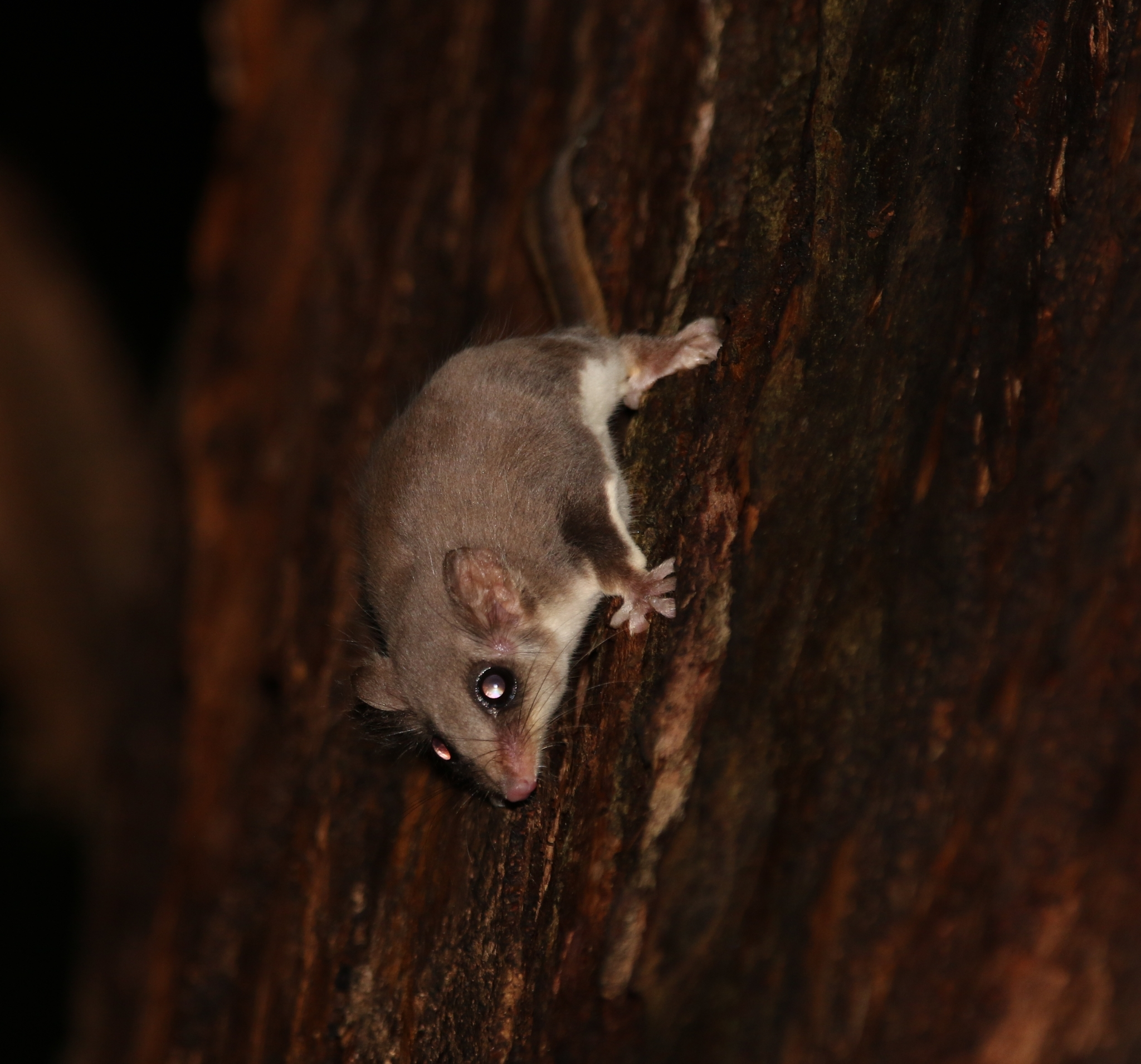
Vakoplšík létavý

O chování tohoto druhu nebylo získáno velké množství informací. Vakoplšík létavý žije v jakýchkoli uzavřených prostorech, například stromových dutinách nebo ptačích hnízdech, a to ve výšce okolo 27 m. V těchto místech si staví kulovitá hnízda z rostlinného materiálu. Jde o společenský druh, kdy jedno hnízdo obývá obyčejně několik vakoplšíků, podle některých dat až 30; a na ploše jednoho hektaru může žít i více než stovka jedinců. Podle neověřených záznamů se na jednom stromě krmilo až čtyřicet jedinců, byl-li na něm dostatek potravy, a existuje také záznam z roku 1947 o „stovkách jedinců na jednom stromě“, ten je ale pravděpodobně přehnaný.
Vakoplšík létavý je noční živočich, jenž opouští hnízdo asi hodinu po setmění, aby si našel potravu. Umí se dobře a rychle pohybovat po stromech, většinu času proto tráví vysoko v korunách stromů, ale nedělá mu problém ani pohyb v nižším terénu. Vakoplšíci spolu komunikují pomocí dotyků a pachů. U některých jedinců chovaných v zajetí byly navíc popsány některé projevy vokalizace. Například zvuky „psss”, proložené „tikáním“, byly vydávány během manipulace, a praskavé zvuky chovaná zvířata vydávala při olizování lidských prstů nebo potravy. Zaznamenány byly i zvuky připomínající syčení nebo cvrlikání ptáků.
V dobách nouze vakoplšíci krátkodobě upadají do několikadenního stavu strnulosti, ve kterém se jejich tělesná teplota sníží až na 2 °C. Jsou při tom stočení do klubíčka, s ušima přitisknutýma k hlavě a ocasem omotaným kolem těla.

### Potrava

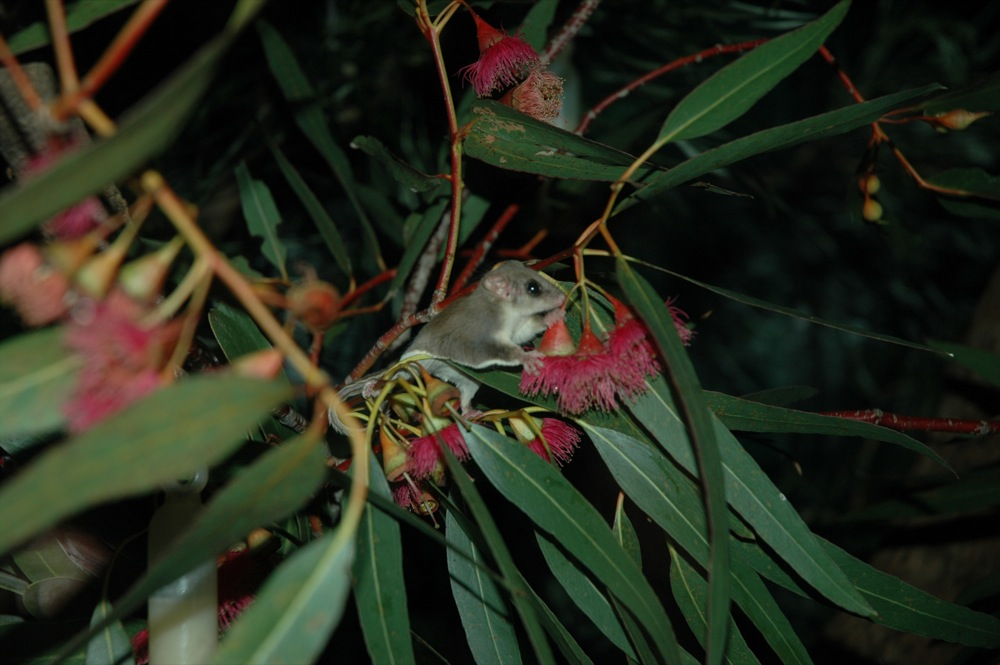
V Zoo v Sydney

Vakoplšík létavý je všežravý druh, vyhledávající potravu převážně na blahovičníkových porostech. Živí se hmyzem, například termity, po němž pátrá pod kůrou i v listech; svým kartáčovitým jazýčkem rovněž vybírá z květů nektar a pyl původních rostlin, jako jsou rody Angophora, Banksia, Corymbia a Eucalyptus, konzumuje i jiné rostlinné exsudáty. Při sběru pylu a nektaru pomáhá opylovat některé druhy místních rostlin. Mimo to tvoří jeho potravu také semena, ovoce nebo houby. Podle dostupnosti potravy patrně pravidelně mění stanoviště.

### Rozmnožování

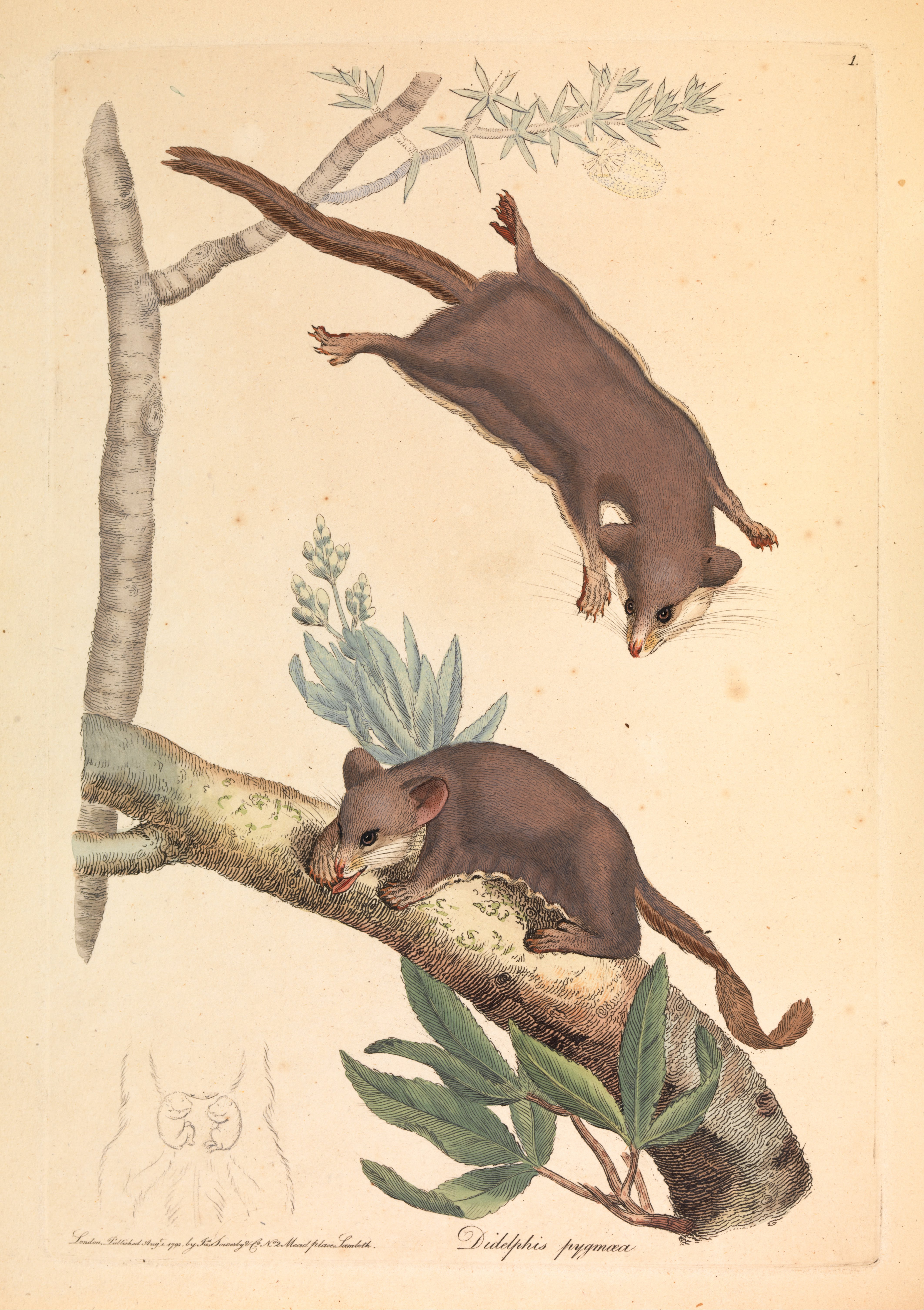
Kresba dvou vakoplšíků z roku 1793

Vakoplšík létavý je polygamní druh. V době rozmnožování, které v jižní části areálu probíhá spíše sezónně od července do ledna, zatímco ve zbytku oblasti výskytu celoročně, se samcům zvětšuje hmotnost varlat a nadvarlat. Na rozdíl od vakoplchovitých patřících do rodu Cercartetus jsou vakoplšíci méně plodní, ročně mají většinou dva vrhy o třech až čtyřech mláďatech. Více se jich rodí zřídka, protože samice má čtyři mléčné žlázy. Mláďata se rodí ve velmi rané fázi vývoje, se zavřenýma očima a neosrstěna. Brzy po porodu prvního vrhu se samice znovu spáří, vývoj nových zárodků se však pozastaví a samice porodí teprve po odstavení prvního vrhu; druhý vrh se může narodit téměř okamžitě po odstavení mláďat z vrhu prvního. Tento proces se nazývá embryonální diapauza.
Samice mláďata nosí ve vaku, jenž se otevírá dopředu, asi 65 dní. S mláďaty ve vaku svede dokonce i plachtit. Po této době je nechává v hnízdě, případně si je naloží na záda a cestuje s nimi tímto způsobem. Komunikace mezi matkou a mláďaty probíhá pravděpodobně pomocí vysokofrekvenčních zvuků. Mláďata rostou pomalu; oči se jim otevírají asi za 6 týdnů a odstavena jsou asi po 100 dnech. Průměrně jedno z mláďat se odstavu obvykle nedožije. Po této době 90 % mláďat opouští rodnou skupinu, přestože někteří dospívající jedinci v ní nadále mohou žít. Dospělcům se začnou mláďata plně podobat asi v pěti měsících, samice dosáhnou pohlavní dospělosti ve věku okolo 240 dnů, samci asi po jednom roce. Ve volné přírodě se tento druh dožívá průměrně čtyř let, v zajetí je průměrná délka života větší a dosahuje až 7,2 let.

### Predátoři a parazité
Mezi predátory lovící vakoplšíky patří například krajta diamantová (Morelia spilota), had Hoplocephalus stephensii, sovy či krkavec pralesní (Corvus tasmanicus). Loví je rovněž šelmy, jako dingo (Canis dingo) či lišky (Vulpes vulpes). Kočky mohou pozabíjet i celé kolonie těchto vačnatců. Mezi parazity vakoplšíků se řadí blecha Acanthopsylla pavida, tři druhy blech z rodu Choristopsylla, savečka Pseudoparasitus annectans a čmelíkovec vakoplšíkový (Ornithonyssus acrobates).

## Vztah slidmi

### Ohrožení

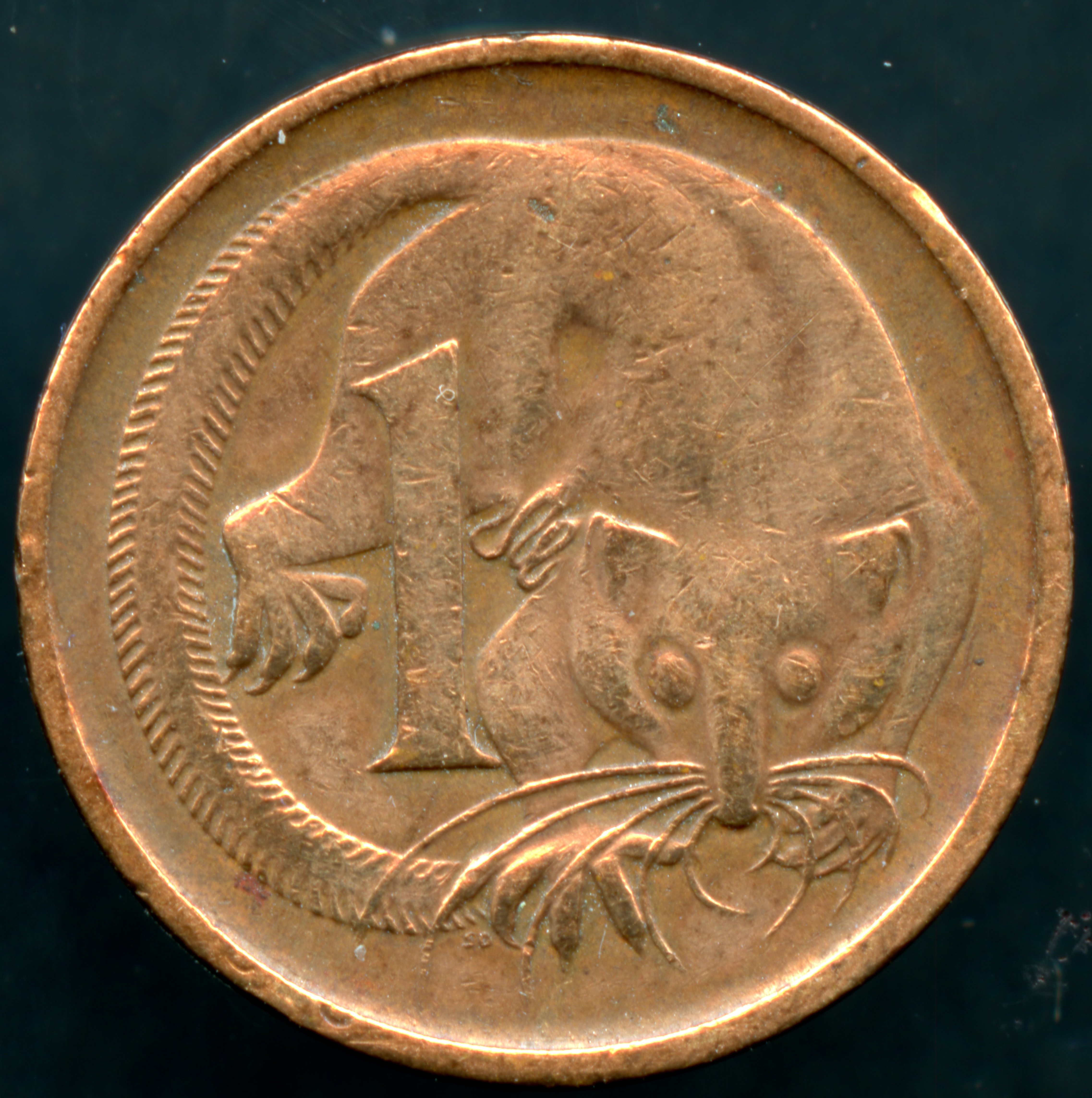
Jednocentová mince s vakoplšíkem létavým

Vakoplšík létavý je ve svém areálu běžným druhem, avšak lokální hrozbou může být ztráta vhodných vysokých stromů ke hnízdění. Protože se jedná o živočicha žijícího převážně na stromech, může pro něj kácení lesů, případně též vypalování některých lesních oblastí, představovat velké nebezpečí; z původních australských savců patří z hlediska podobných hrozeb mezi nejnáchylnější druhy. Další nebezpečí představují introdukované šelmy, jako jsou kočky, jejichž negativní vliv se podílí i na úbytku jiných místních druhů. Jiné nepůvodní druhy, jako je majna obecná, zase mohou vakoplšíkům zabírat vhodné hnízdní dutiny. Zbylými hrozbami jsou například střety s automobily, mimo to mohou být některé malé populace ohroženy změnou klimatu.

### Ochrana
Protože populace druhu je velká a stabilní a vakoplšík létavý navíc obývá chráněné oblasti, Mezinárodní svaz ochrany přírody jej řadí mezi málo dotčené druhy. Pro zachování druhu je důležitá ochrana vhodných stanovišť a jejich spojování, stejně jako šetrné způsoby hospodaření. První zoologickou zahradou, která začala tento druh chovat v zajetí, byla Zoologická zahrada Taronga v australském Sydney. Roku 1999 byli někteří jedinci přemístěni do polské zoo v Poznani, jež je vlastnila jako první instituce v Evropě. Mláďata polských jedinců byla následně rozdělena mezi ostatní evropské zoologické zahrady.

### Vkultuře
Vakoplšík létavý byl mezi lety 1966 až 1990 znázorněn na australské jednocentové minci vydané poprvé 14. února 1966. Jejím autorem se stal Stuart Devlin.